# Louise Élisabeth của Pháp
Louise Élisabeth của Pháp (Marie Louise-Élisabeth; tiếng Pháp: Louise-Élisabeth de France; tiếng Tây Ban Nha: Luisa Isabel de Francia; tiếng Ý: Luisa Elisabetta di Francia; 14 tháng 8 năm 1727 – 6 tháng 12 năm 1759) là Vương nữ Pháp và là fille de France (Con gái nước Pháp). Louise Élisabeth là con gái cả của Louis XV của Pháp và Maria của Ba Lan, là chị sinh đôi của Henriette của Pháp. Năm 1748, Élisabeth kết hôn với Felipe của Tây Ban Nha, người thừa kế Công quốc Parma và Piacenza thông qua mẹ là Elisabetta Farnese vào năm 1748, và là em họ của Louis XV. Kể từ đó, Élisabeth và chồng đã thành lập nên Vương tộc Borbone-Parma. Từ năm 1748 đến năm 1759, Louise Élisabeth còn là người cai trị trên thực tế của Công quốc Parma.

## Đầu đời

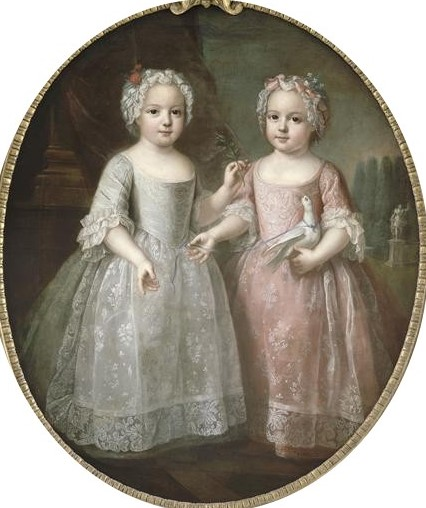
Élisabeth (trái) và Henriette của Pháp, 1737

Marie Louise-Élisabeth và em gái song sinh Henriette sinh ra tại Cung điện Versailles vào ngày 14 tháng 8 năm 1727 với Louis XV của Pháp và Maria của Ba Lan. Cùng với người em sinh đôi của mình, Élisabeth được rửa tội tại Versailles vào ngày 27 tháng 4 năm 1737 với tên của cha mẹ. Là con gái hợp pháp của Nhà vua, Élisabeth là fille de France, nhưng được biết đến tại triều đình với tên gọi Madame Royale, Madame Première, Madame Élisabeth, và được gọi là Babette trong gia đình .
Élisabeth được chăm sóc bởi Marie Isabelle de Rohan, Công tước phu nhân xứ Tallard. Élisabeth được nuôi dưỡng tại Versailles cùng Henriette, các em gái là Marie Louise, Marie Adélaïde và em trai là Louis, Trữ quân nước Pháp. Các em gái của Élisabeth là Victoire, Sophie, Marie Thérèse và Louise Marie, được gửi đến nuôi dưỡng tại Tu viện Fontevraud vào tháng 6 năm 1738.
Élisabeth được coi là không xinh đẹp bằng người em sinh đôi Henriette: mũi bà bị cho là quá ngắn và quá rộng; khuôn mặt quá đầy đặn; trán cao; nước da ngăm đen và đôi khi có đốm. Đôi khi Élisabeth được mô tả là buồn tẻ và lười biếng, nhưng thường hoạt bát và quyết đoán: người ta nói rằng Élisabeth "biết cách đòi hỏi sự tuân lệnh và đạt được điều mình muốn", và thường được coi là người quyến rũ, "dễ chịu, hấp dẫn và thông minh".
Vào tháng 2 năm 1739, khi mười một tuổi, việc đính hôn giữa Élisabeth và Felipe của Tây Ban Nha được công bố. Felipe là con trai thứ ba của chú Louis XV là Felipe V của Tây Ban Nha và Elisabetta xứ Parma.
Việc đính hôn được dựa theo truyền thống có từ năm 1559 nhằm củng cố liên minh quân sự và chính trị giữa các cường quốc Công giáo của Pháp và Tây Ban Nha thông qua các cuộc hôn nhân hoàng gia. Mặc dù vậy, thông báo về thỏa thuận hôn nhân không được đón nhận nồng nhiệt tại triều đình Pháp, vì có rất ít khả năng Felipe sẽ trở thành vua của Tây Ban Nha, và chỉ có cuộc hôn nhân với một vương tử hoặc một vị vua mới được coi là xứng đáng với một vương nữ của Pháp. Luật sư Barbier đã viết trong nhật ký của mình rằng "Có vẻ khác thường khi con gái lớn nhất của nước Pháp lại không kết hôn với một người đứng đầu vương miện". và d'Argenson suy đoán rằng cuộc hôn nhân này chỉ được sắp đặt vì một kế hoạch đưa Don Felipe lên làm Vua của Napoli và Sicilia. Bản thân Élisabeth "co lại thành một vẻ mặt nhăn nhó khinh thường khi được hỏi liệu bà có vui khi được gọi là Infanta không".
Élisabeth, khi đó mười hai tuổi, kết hôn qua người đại diện tại Versailles vào ngày 26 tháng 8 năm 1739, và sau đó được gọi là Madame Infanta ở Pháp. Theo hồi ký của Công tước xứ Luynes, Élisabeth đã dành nhiều thời gian với người mẹ yêu quý của mình là Vương hậu Maria trước khi khởi hành. Khi Élisabeth rời đi Tây Ban Nha vào tháng 9, Vương hậu đã khóc cùng với các em của Élisabeth trong khi Vua Louis XV được cho là rất xúc động, đến nỗi Nhà vua đã lên xe ngựa và đi cùng Élisabeth trong những dặm đầu tiên trong hành trình của Vương nữ. Élisabeth vượt qua biên giới và gặp người chồng mười chín tuổi của mình cách Madrid khoảng ba mươi kilomet về phía đông bắc, tại Alcalá de Henares, nơi diễn ra lễ cưới vào ngày 25 tháng 10 năm 1739.

### Infanta của Tây Ban Nha

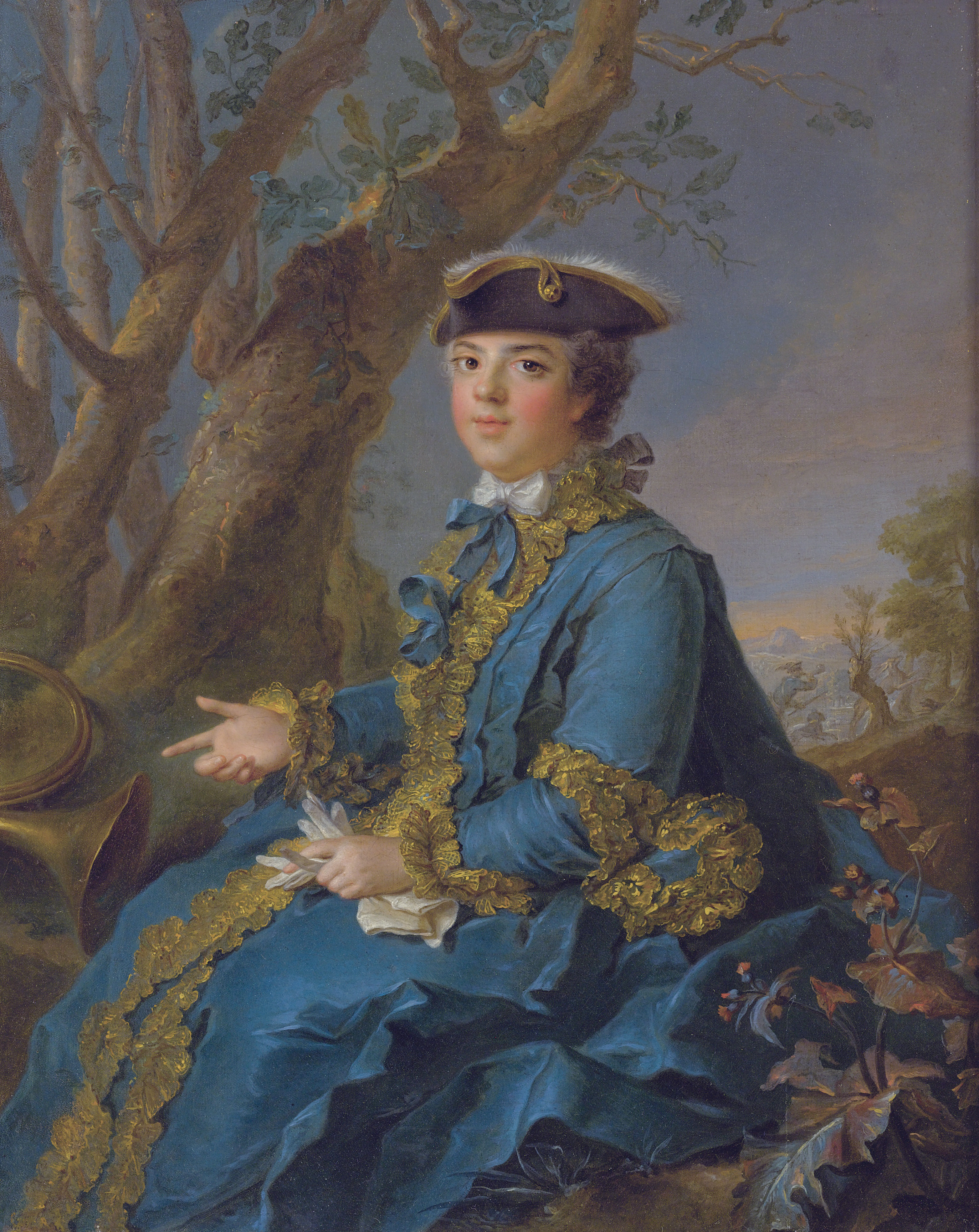
Élisabeth trong trang phục đi săn, bởi Jean-Marc Nattier

Élisabeth đạt được thành công cá nhân khi đến Tây Ban Nha và nhanh chóng trở thành "thần tượng của Madrid". Vương nữ tạo được ấn tượng tốt đẹp với cha chồng là Felipe V và người chồng Felipe, mặc dù Élisabeth với mẹ chồng là Elisabetta xứ Parma sớm trở nên không ưa nhau. Vương hậu không hài lòng vì của hồi môn của Élisabeth không được Pháp trả, và Pháp cũng không hỗ trợ Tây Ban Nha trong cuộc chiến với Anh. Hơn nữa sau khoảng sáu tháng, Vương hậu nhận ra rằng bà sẽ không thể kiểm soát hoặc chế ngự Élisabeth, như bà từng làm với chồng và con trai, và rằng con dâu bà có khả năng thay thế ảnh hưởng của Vương hậu đối với con trai mình. Kết quả là, Élisabeth dành phần lớn thời gian tránh xa Vương hậu, chơi búp bê và viết thư cho cha về nỗi bất hạnh của mình.
Élisabeth sớm thống trị Felipe dù hơn bà tám tuổi, nhưng giống như cha mình, Felipe được cho là có bản tính nhút nhát, thụ động và phục tùng, và Élisabeth được cho là có tình cảm với Felipe nhưng thường đối xử với ông như "một cậu bé trẻ hơn bà rất nhiều mặc dù ngài hơn bà tám tuổi". De Luynes sau đó nhận xét: "Mặc dù Vương tử ở tuổi hai mươi tám vẫn còn là một đứa trẻ như khi ngài mười bốn hoặc mười lăm tuổi, tuy nhiên, ngài vẫn dành cho Infanta tình cảm trìu mến."
Trong khi đó, Élisabeth được miêu tả là "nhạy bén, tham vọng và dám nghĩ dám làm, không biết mệt mỏi với năng lượng của mình và đam mê thay đổi châu Âu theo hướng có lợi cho gia tộc của mình, truyền cho mọi người tình yêu nước Pháp và biến con trai mình thành một vương tử xứng đáng với những tổ tiên vĩ đại của nước Pháp". Élisabeth không hài lòng với vị trí là vợ của một vương tử không có triển vọng trở thành vua. Bà vẫn giữ liên lạc với triều đình Pháp, đặc biệt là với người em sinh đôi của mình, thông báo cho em trai mình là Dauphin về mọi sự kiện diễn ra tại triều đình Tây Ban Nha. Đến năm 1740, Élisabeth đã thiết lập được một mạng lưới quan hệ tại triều đình Pháp để hỗ trợ bà trong tham vọng giành được vị thế độc lập cho bản thân và chồng, "xứng đáng với sự ra đời của cả hai". Người em song sinh Henriette, nếu không được coi là người thờ ơ với chính trị, được cho là đã hết lòng cống hiến cho tham vọng của người chị Élisabeth, cũng giống như em gái Adélaïde và chị dâu là Infanta María Teresa Rafaela của Tây Ban Nha; Adrien Maurice de Noailles, Công tước thứ 3 xứ Noailles và Jean-Frédéric Phélypeaux, Bá tước xứ Maurepas, những người đã liên minh với Vương hậu để đạt được mục tiêu tương tự, và đại sứ Pháp tại Madrid, Monseigneur Louis-Gui de Guérapin de Vauréal, giám mục xứ Rennes, được cho là rất sẵn lòng hỗ trợ đến nỗi bị chế giễu vì điều này.
Năm 1741, Felipe được triệu tập tham gia Chiến tranh Kế vị Áo, qua đó Vương tử được hy vọng rằng sẽ có thể bảo vệ một trong những công quốc tại Bắc Ý. Vương hậu Elisabetta đảm bảo rằng Felipe phải ở trong trại trong hầu hết thời gian chiến tranh, xa cách với vợ để ngăn Élisabeth thay thế mẹ trong tình cảm của ông. Thông qua thư từ, Vương hậu đã nhiều lần hỏi Felipe liệu con trai có yêu vợ hay không: "Ta muốn biết liệu con có yêu . : [dấu hiệu mà Elisabetta Farnese dùng để chỉ Élisabeth khi viết thư cho Felipe] Hãy nói cho ta biết sự thật!" Bất chấp sự phản đối lẫn nhau giữa Élisabeth và mẹ chồng, trên thực tế họ lại đoàn kết vì tham vọng của Vương tử Felipe. Trong chiến tranh, Vương hậu Elisabetta đã nỗ lực để đảm bảo cho Felipe một ngai vàng ở Ý, trong khi Élisabeth sử dụng mạng lưới quan hệ của mình để làm điều tương tự. Mục tiêu của họ đã đạt được với Hiệp ước Aix-la-Chapelle (1748).

### Công tước phu nhân xứ Parma

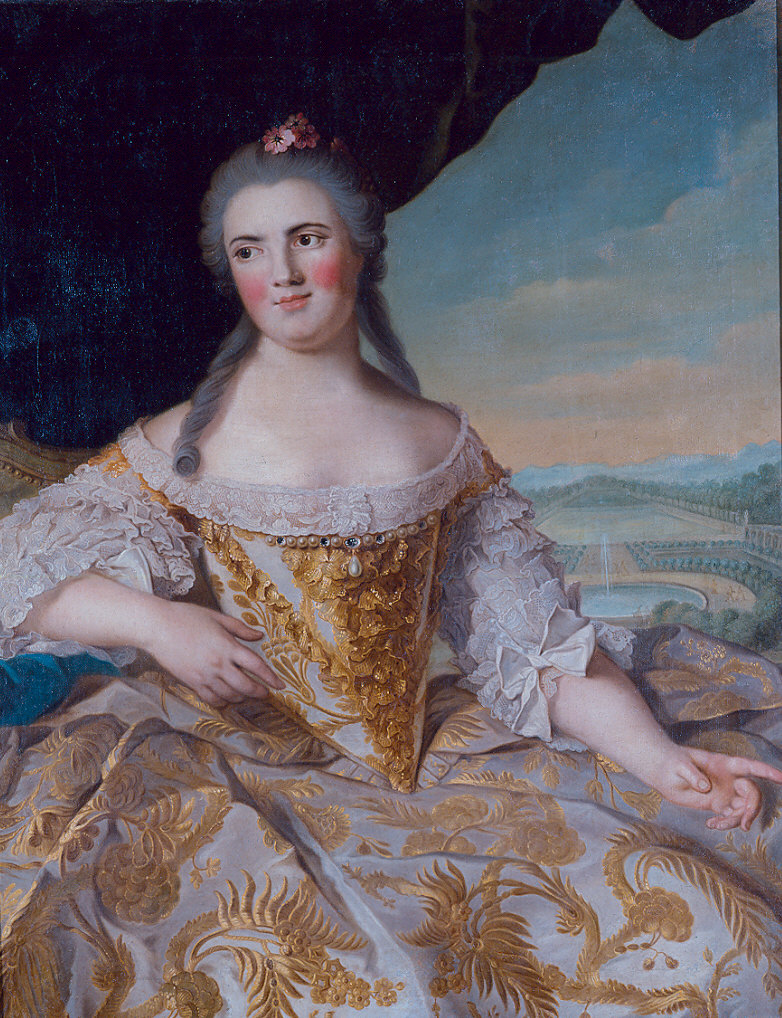
Louise Élisabeth bởi Jean-Marc Nattier, k.1754

Trong Hiệp ước Aix-la-Chapelle chấm dứt Chiến tranh Kế vị Áo, Maria Theresia của Áo đã nhượng các Công quốc Parma, Piacenza và Guastalla cho Fernando VI của Tây Ban Nha. Theo sự xúi giục của Louis XV, Felipe được phong làm công tước xứ Parma.
Élisabeth hài lòng với vị trí mới của mình, tuy nhiên, bà cảm thấy cần phải có thu nhập độc lập với Tây Ban Nha, vì vậy Élisabeth đã đến triều đình Pháp với tham vọng đảm bảo thu nhập từ cha mình. Élisabeth được người em sinh đôi và em trai Louis đón tại Château de Choisy. Bà đến Versailles vào ngày 11 tháng 12 năm 1748 với đoàn tùy tùng gồm camarera mayor là Marquise de Lcyde, thư ký nhà nước là Công tước xứ Montellano với tư cách là người quản gia chính và ba nữ thị tùng. Triều đình Pháp rất ngạc nhiên vì sự thiếu phô trương của Élisabeth, khi vương nữ dường như không sở hữu nhiều hơn số quần áo đã mang theo từ Pháp chín năm trước. Bà được miêu tả là người thông minh, nhanh nhẹn và thực tế, có sức mạnh tinh thần mạnh mẽ và tập trung hiệu quả vào các vấn đề nhà nước. Một cận thần mô tả Élisabeth là "quyến rũ" với "đôi mắt sắc sảo" "thể hiện sự thông minh" trong khi một người quan sát khác kém thiện cảm hơn lại cho rằng Élisabeth trông giống như một "phụ nữ trẻ có bộ ngực đầy đặn, trưởng thành nhờ thiên chức làm mẹ". Trong thời gian tại Versailles, Élisabeth dành phần lớn thời gian ở bên cha là Nhà vua, người đến thăm bà nhiều lần mỗi ngày qua cầu thang riêng để thảo luận công việc, trong khi Élisabeth cũng thường xuyên đến thăm mẹ là Maria, người mà Élisabeth vẫn duy trì mối quan hệ tình cảm và thư từ khi ở Tây Ban Nha và sau đó là Parma. Élisabeth đã thành công đạt được mục tiêu của mình khi cha bà ban tặng hai trăm nghìn franc cho Công tước xứ Parma. Ý chí mạnh mẽ và ảnh hưởng của Élisabeth đối với cha bà được cho là khiến tình nhân của nhà vua là Madame de Pompadour cảm thấy lo lắng. Khi rời Versailles vào ngày 18 tháng 10 năm 1749, Élisabeth mang theo một đoàn tùy tùng người Pháp, một bộ đồ hồi môn và rất nhiều váy áo đến nỗi D’Argenson bình luận rằng chuyến đi của vương nữ đã tiêu tốn của Nhà nước một nghìn hai trăm nghìn livre.

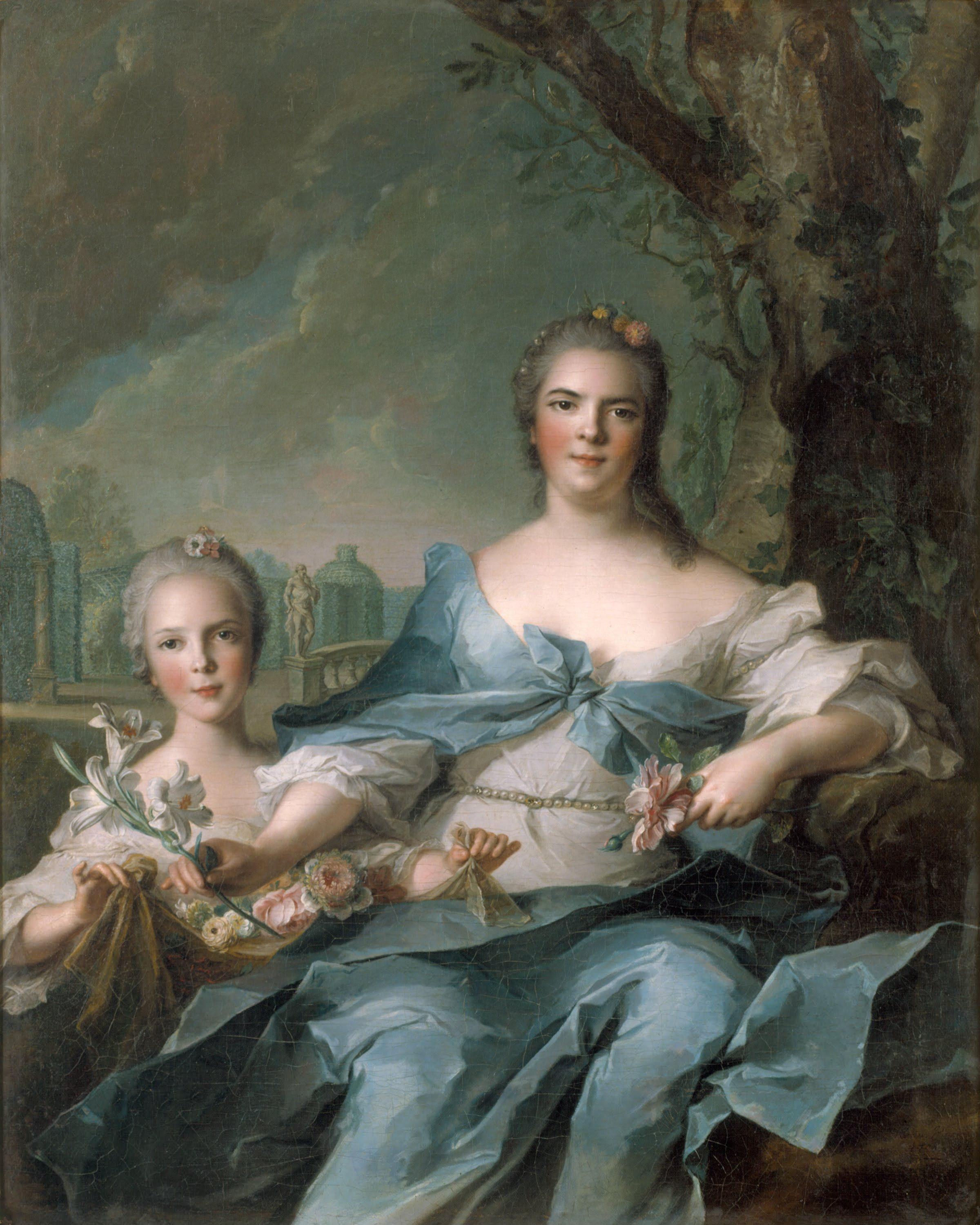
Élisabeth với con gái lớn Isabel tại Lâu đài Fontainebleau, bởi Jean-Marc Nattier

Vào tháng 12 năm 1749, Élisabeth và đoàn tùy tùng gồm các cận thần người Tây Ban Nha và Pháp trở về Công quốc Parma, nơi họ được Felipe chào đón và được chào đón bằng các lễ ăn mừng công khai để vinh danh bà. Tại Parma, Élisabeth và Felipe sống tại Cung điện Công tước Colorno. Trước khi cựu công tước là anh trai của Felipe, Carlos, rời đi để trở thành vua của Napoli, ông đã tước bỏ hầu hết đồ trang trí nội thất và đồ đạc trong cung điện, và dinh thự cũng không có vườn. Élisabeth chi ra rất nhiều tiền để xây dựng dinh thự và cung điện theo sở thích của bà. Toàn bộ sự sắp xếp và sơ đồ của dinh thự được thiết kế lại, và Élisabeth còn tổ chức các buổi lễ cung đình và tổ chức nhiều lễ hội như opera sáu lần một tuần và các chuyến đi đến dinh thự thứ hai tại Colorno và Piacenza. Để củng cố địa vị của công quốc, Élisabeth đưa vào đây một trung đoàn gồm một trăm lính carabinier và một trung đoàn curassier, mặc dù trong thực tế công quốc về mặt hình thức nằm dưới sự bảo vệ của Pháp và Tây Ban Nha.
Với tư cách là Công tước phu nhân xứ Parma, Élisabeth tích cực tham gia vào các công việc nhà nước. Felipe không bao giờ đàm phán bất kỳ công việc kinh doanh nào mà không tham khảo ý kiến của vợ, và ngược lại Élisabeth cũng không bao giờ đưa ra quyết định mà không cân nhắc đến quan điểm của nước Pháp và các cố vấn người Pháp của mình. Hầu hết các quan chức của triều đình và chính phủ đều là người Pháp, và tiếng Pháp là ngôn ngữ được sử dụng tại triều đình ngay cả với Felipe, trong khi bản thân Élisabeth cũng thể hiện rõ ràng sự ủng hộ đối với tiếng Pháp. Ảnh hưởng của Pháp ở Parma không được ưa chuộng, và dư luận phản đối cả những người cai trị Pháp và Tây Ban Nha.
Người em sinh đôi của Élisabeth là Henriette qua đời năm 1752, và Élisabeth trở về Pháp vào tháng 9, viếng thăm mộ của em gái tại Saint-Denis và ở lại Versailles gần một năm. Élisabeth mang theo công tước xứ Noailles, người đã hỗ trợ Công tước phu nhân trong các giao dịch chính trị mà bà đã thực hiện với cha trong thời gian ở đây, giúp Élisabeth điều hướng giữa các phe phái trong triều đình. Élisabeth trình bày với Louis XV và các bộ trưởng của nhà vua một báo cáo về tình hình của Parma, nhấn mạnh đến nhu cầu tài chính của công quốc. Vị công tước xứ Noailles được cử đến gặp đại sứ Pháp tại Madrid để mở các cuộc đàm phán giữa Pháp và Tây Ban Nha về các đóng góp của Công quốc Parma vào tháng 1 năm 1753, trong đó Élisabeth tham gia với tất cả các mối liên hệ của bà tại Pháp và Tây Ban Nha, ủng hộ đề xuất của Pháp rằng nước này và Tây Ban Nha sẽ chia sẻ chi phí của Công quốc Parma nếu Tây Ban Nha có thể đảm bảo nền độc lập của Élisabeth. Theo hiệp định Pháp-Tây Ban Nha năm 1753, Công quốc Parma được cấp hai mươi lăm nghìn franc, hai triệu tiền thuế và hỗ trợ bổ sung khi cần, ngoài ra còn chính thức hóa và hợp pháp hóa ảnh hưởng của Pháp tại Parma, và Élisabeth được ca ngợi tại Pháp vì đã bảo đảm được ảnh hưởng của Pháp tại nước ngoài thông qua thỏa thuận này, trong đó vương nữ đóng vai trò quan trọng.

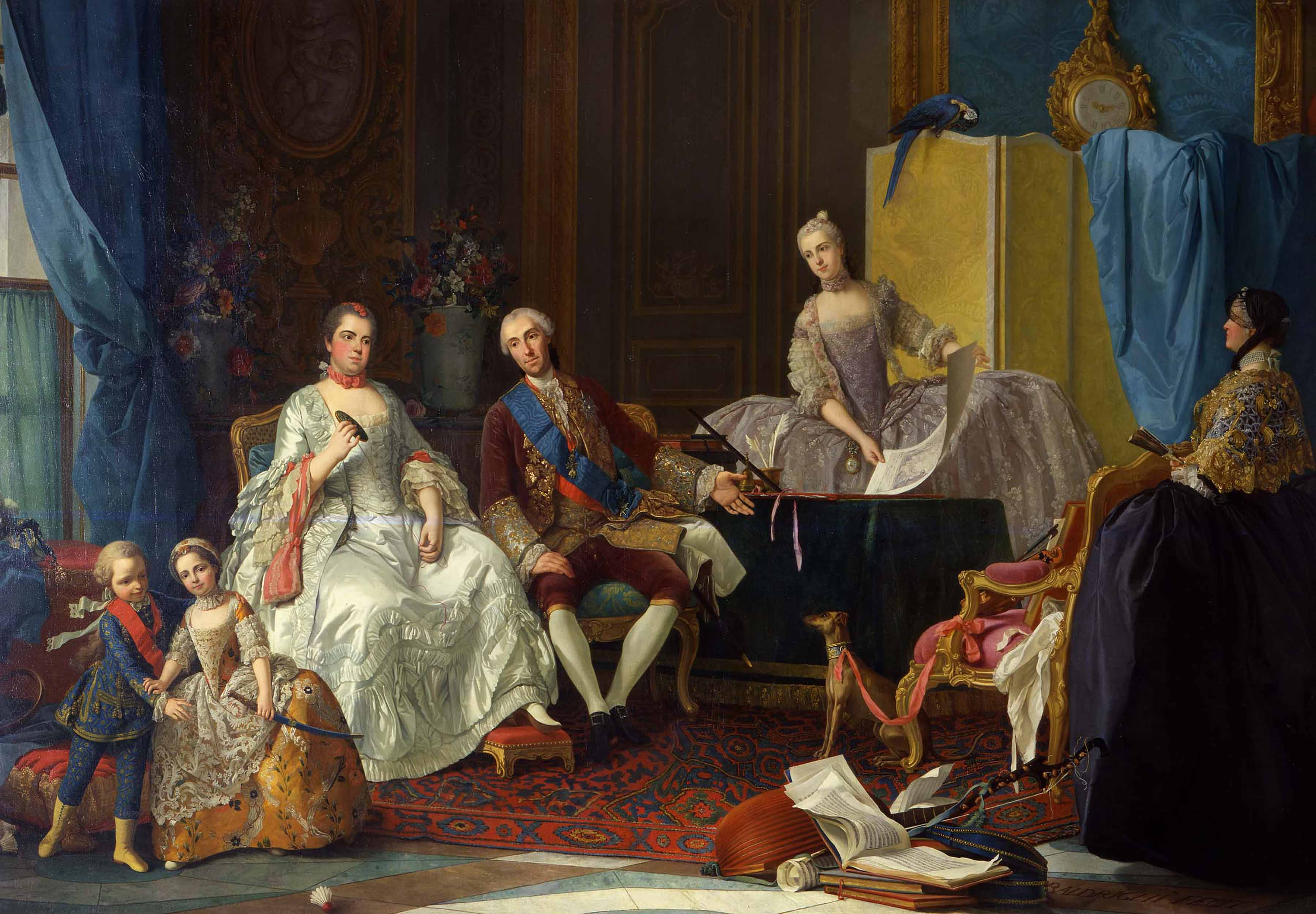
Élisabeth cùng chồng là Filippo, Công tước xứ Parma, và các con Ferdinando và Maria Luisa, Isabel mặc một chiếc váy màu tím; bởi Giuseppe Baldrighi.

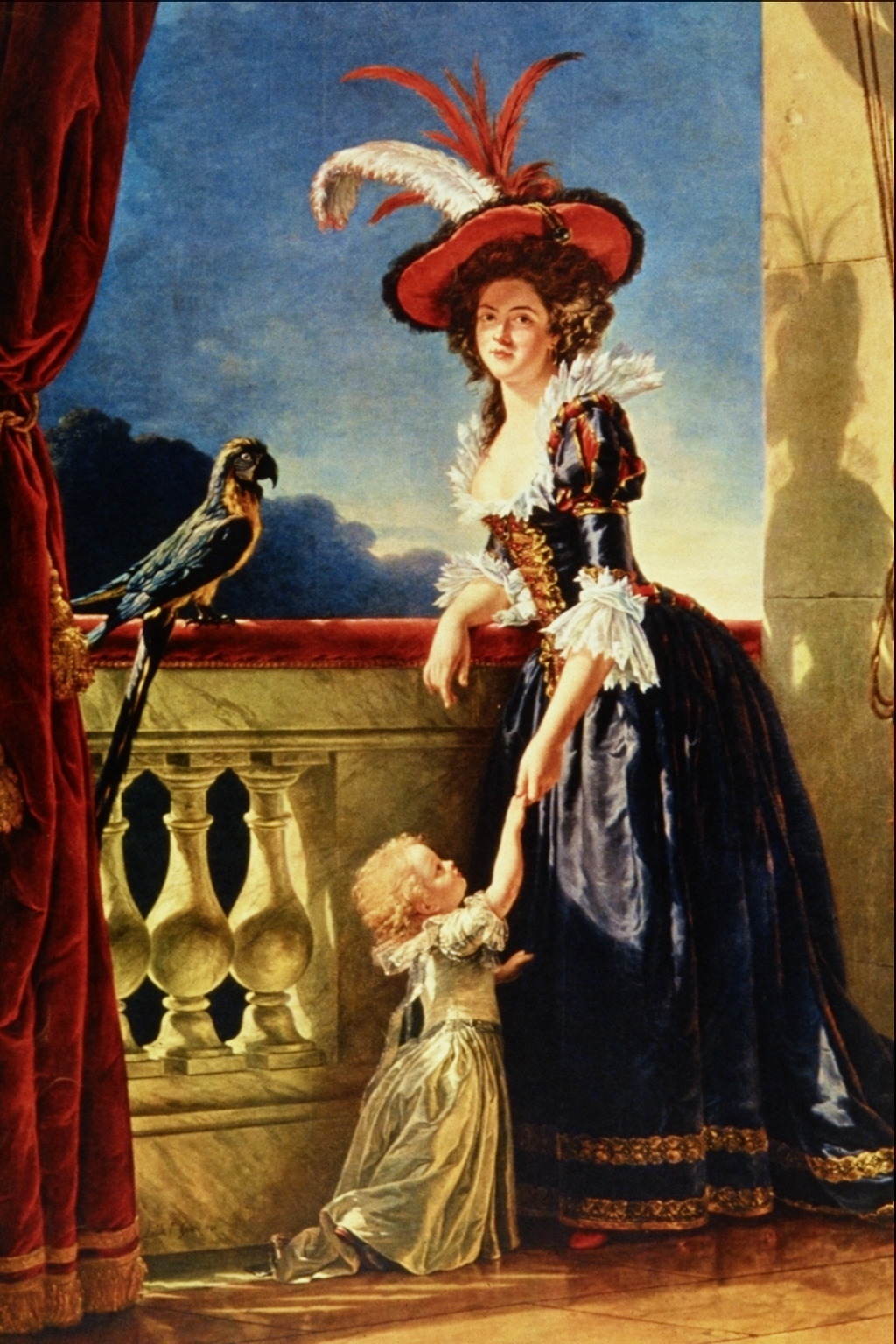
Chân dung sau khi qua đời của Louise Élisabeth cùng con trai, bởi Adélaïde Labille-Guiard. Bức chân dung được em gái bà đặt vẽ vào năm 1787; bóng tối trên khuôn mặt và trên tường có thể tượng trưng cho cái chết.

Élisabeth trở về Parma vào tháng 10 năm 1753, và khi trở về, bà bổ nhiệm Guillaume du Tillot làm bộ trưởng chính và người quản lý công quốc, đảm bảo chính sách thân Pháp của mình cũng như đánh dấu sự chinh phục trên thực tế của Pháp đối với Parma. Trong chính sách của mình, Élisabeth nỗ lực giải phóng Parma khỏi ảnh hưởng của Tây Ban Nha. Trong đó bà đảm bảo quyền kế vị công quốc cho con trai và nếu có thể là giành được ngôi vị lớn hơn với sự giúp đỡ của Pháp, và đảm bảo các cuộc hôn nhân cho những người con gái. Theo tham vọng của mình, Élisabeth coi Tây Ban Nha là kẻ thù và do đó ủng hộ Hiệp ước Versailles (1756), liên minh Pháp với Áo. Hiệp ước đề xuất rằng Áo sẽ nhượng lại Hà Lan thuộc Áo làm vương quốc cho Felipe, điều này thậm chí còn có lợi hơn cho Pháp so với việc để Parma làm chư hầu, một kế hoạch được cả Élisabeth và Louis XV ủng hộ. Trong kế hoạch này, bà hợp tác với Madame de Pompadour để bảo đảm liên minh Pháp-Áo, và họ cũng cùng nhau ủng hộ Étienne François de Choiseul, Công tước xứ Choiseul.
Élisabeth trở lại Pháp một lần nữa vào tháng 9 năm 1757 để tham dự các cuộc đàm phán giữa Pháp và Áo. Bà ủng hộ mong muốn của Áo là biến Hà Lan thuộc Áo thành một vương quốc cho Felipe để đổi lấy việc giành lại Silesia từ Phổ với sự hỗ trợ của Pháp, vì điều đó có nghĩa là Tây Ban Nha sẽ giành được độc lập cuối cùng, nhưng không thành công. Trong hiệp ước giữa Tây Ban Nha và Áo ngày 3 tháng 10 năm 1759, được Choiseul ủng hộ, quyền của Felipe trong Hiệp ước năm 1748 là kế vị ngai vàng của Napoli và Sicilia trong trường hợp anh trai ông là Carlos thừa kế ngai vàng của Tây Ban Nha, điều này khiến Élisabeth vô cùng thất vọng. Trong thời gian ở Pháp, Élisabeth giữ liên lạc với Felipe qua thư và thông báo cho ông về các hành động, cuộc đàm phán, hy vọng và thành công của mình, cũng như các ý định và hành động của chính phủ Louis. Trong thời gian này, Élisabeth cũng bổ nhiệm triết gia Étienne Bonnot de Condillac làm gia sư cho con trai mình bất chấp sự phản đối của các tu sĩ Dòng Tên, và sắp xếp cuộc hôn nhân của con gái Isabel với Đại vương công Joseph của Áo, diễn ra vào năm 1760.
Élisabeth lâm bệnh khi ở Versailles và được chính mẹ bà là Vương hậu Maria chăm sóc. Élisabeth qua đời vì bệnh đậu mùa vào ngày 6 tháng 12 năm 1759 và được chôn cất vào ngày 27 tháng 3 năm 1760 tại Vương cung thánh đường Thánh Denis bên cạnh người em sinh đôi Henriette. Vào năm 1793, ngôi mộ của hai chị em đã bị xâm phạm trong cuộc Cách mạng Pháp.

## Con cái
- Isabel (1741–1763); kết hôn với Hoàng đế Áo tương lai là Joseph, anh trai của Marie Antoinette, Maria Karolina và Maria Amalia. Có con cái.
- Ferdinando (1751–1802); người kế vị cha tước hiệu Công tước xứ Parma vào năm 1765 và kết hôn với Nữ Đại vương công Maria Amalia của Áo, em dâu của Isabel. Có con cái.
- Luisa Maria (1751–1819); được gọi là María Luisa, kết hôn với anh họ là Infante Carlos của Tây Ban Nha, và sau đó trở thành Vương hậu của Tây Ban Nha. Có con cái.

## Tổ tiên
| \| \| \| \| \| \| \| \| \| \| \| 8. Louis của Pháp \| \| \| \| \| \| \| \| \| \| \| \| \| \| \| \| \| \| \| \| \| \| \| \| \| \| \| \| \| \| \| \| \| \| \| \| \| \| \| \| \| \| \| \| \| \| \| \| \| \| \| 4. Louis của Pháp \| \| \| \| \| \| \| \| \| \| \| \| \| \| \| \| \| \| \| \| \| \| \| \| \| \| \| \| \| \| \| \| \| \| \| \| \| \| \| \| \| \| \| \| \| \| \| \| \| \| \| \| \| \| \| \| \| \| \| \| 9. Maria Anna Victoria xứ Bayern \| \| \| \| \| \| \| \| \| \| \| \| \| \| \| \| \| \| \| \| \| \| \| \| \| \| \| \| \| \| \| \| \| \| \| \| \| \| \| \| \| \| \| \| \| \| \| \| \| \| \| \| \| \| \| \| \| \| \| \| 2. Louis XV của Pháp \| \| \| \| \| \| \| \| \| \| \| \| \| \| \| \| \| \| \| \| \| \| \| \| \| \| \| \| \| \| \| \| \| \| \| \| \| \| \| \| \| \| \| \| \| \| \| \| \| \| \| \| \| \| \| \| \| \| \| \| 10. Vittorio Amadeo II của Sardegna \| \| \| \| \| \| \| \| \| \| \| \| \| \| \| \| \| \| \| \| \| \| \| \| \| \| \| \| \| \| \| \| \| \| \| \| \| \| \| \| \| \| \| \| \| \| \| \| \| \| \| \| \| \| \| \| \| \| \| \| 5. Maria Adelaide của Savoia \| \| \| \| \| \| \| \| \| \| \| \| \| \| \| \| \| \| \| \| \| \| \| \| \| \| \| \| \| \| \| \| \| \| \| \| \| \| \| \| \| \| \| \| \| \| \| \| \| \| \| \| \| \| \| \| \| \| \| \| 11. Anne Marie của Orléans \| \| \| \| \| \| \| \| \| \| \| \| \| \| \| \| \| \| \| \| \| \| \| \| \| \| \| \| \| \| \| \| \| \| \| \| \| \| \| \| \| \| \| \| \| \| \| \| \| \| \| \| \| \| \| \| \| \| \| \| 1. Louise Élisabeth của Pháp \| \| \| \| \| \| \| \| \| \| \| \| \| \| \| \| \| \| \| \| \| \| \| \| \| \| \| \| \| \| \| \| \| \| \| \| \| \| \| \| \| \| \| \| \| \| \| \| \| \| \| \| \| \| \| \| \| \| \| \| 12. Rafał Leszczyński \| \| \| \| \| \| \| \| \| \| \| \| \| \| \| \| \| \| \| \| \| \| \| \| \| \| \| \| \| \| \| \| \| \| \| \| \| \| \| \| \| \| \| \| \| \| \| \| \| \| \| \| \| \| \| \| \| \| \| \| 6. Stanisław I Leszczyński \| \| \| \| \| \| \| \| \| \| \| \| \| \| \| \| \| \| \| \| \| \| \| \| \| \| \| \| \| \| \| \| \| \| \| \| \| \| \| \| \| \| \| \| \| \| \| \| \| \| \| \| \| \| \| \| \| \| \| \| 13. Anna Jabłonowska \| \| \| \| \| \| \| \| \| \| \| \| \| \| \| \| \| \| \| \| \| \| \| \| \| \| \| \| \| \| \| \| \| \| \| \| \| \| \| \| \| \| \| \| \| \| \| \| \| \| \| \| \| \| \| \| \| \| \| \| 3. Maria của Ba Lan \| \| \| \| \| \| \| \| \| \| \| \| \| \| \| \| \| \| \| \| \| \| \| \| \| \| \| \| \| \| \| \| \| \| \| \| \| \| \| \| \| \| \| \| \| \| \| \| \| \| \| \| \| \| \| \| \| \| \| \| 14. Jan Karol Opaliński \| \| \| \| \| \| \| \| \| \| \| \| \| \| \| \| \| \| \| \| \| \| \| \| \| \| \| \| \| \| \| \| \| \| \| \| \| \| \| \| \| \| \| \| \| \| \| \| \| \| \| \| \| \| \| \| \| \| \| \| 7. Katarzyna Opalińska \| \| \| \| \| \| \| \| \| \| \| \| \| \| \| \| \| \| \| \| \| \| \| \| \| \| \| \| \| \| \| \| \| \| \| \| \| \| \| \| \| \| \| \| \| \| \| \| \| \| \| \| \| \| \| \| \| \| \| \| 15. Zofia Czarnkowska \| \| \| \| \| \| \| \| \| \| \| \| \| \| \| \| \| \| \| \| \| \| \| \| \| \| \| \| \| \| \| \| \| \| \| \| \| \| \| \| \| \| \| |                                     |  |  |  |  |  |  |  |  |                   |  |  |  |
| |                                     |  |  |  |  |  |  |  |  | 8. Louis của Pháp |  |  |  |
| |                                     |  |  |  |  |  |  |  |  |                   |  |  |  |
| |                                     |  |  |  |  |  |  |  |  |                   |  |  |  |
| |                                     |  |  |  |  |  |  |  |  |                   |  |  |  |
| | 4. Louis của Pháp                   |  |  |  |  |  |  |  |  |                   |  |  |  |
| |                                     |  |  |  |  |  |  |  |  |                   |  |  |  |
| |                                     |  |  |  |  |  |  |  |  |                   |  |  |  |
| |                                     |  |  |  |  |  |  |  |  |                   |  |  |  |
| | 9. Maria Anna Victoria xứ Bayern    |  |  |  |  |  |  |  |  |                   |  |  |  |
| |                                     |  |  |  |  |  |  |  |  |                   |  |  |  |
| |                                     |  |  |  |  |  |  |  |  |                   |  |  |  |
| |                                     |  |  |  |  |  |  |  |  |                   |  |  |  |
| | 2. Louis XV của Pháp                |  |  |  |  |  |  |  |  |                   |  |  |  |
| |                                     |  |  |  |  |  |  |  |  |                   |  |  |  |
| |                                     |  |  |  |  |  |  |  |  |                   |  |  |  |
| |                                     |  |  |  |  |  |  |  |  |                   |  |  |  |
| | 10. Vittorio Amadeo II của Sardegna |  |  |  |  |  |  |  |  |                   |  |  |  |
| |                                     |  |  |  |  |  |  |  |  |                   |  |  |  |
| |                                     |  |  |  |  |  |  |  |  |                   |  |  |  |
| |                                     |  |  |  |  |  |  |  |  |                   |  |  |  |
| | 5. Maria Adelaide của Savoia        |  |  |  |  |  |  |  |  |                   |  |  |  |
| |                                     |  |  |  |  |  |  |  |  |                   |  |  |  |
| |                                     |  |  |  |  |  |  |  |  |                   |  |  |  |
| |                                     |  |  |  |  |  |  |  |  |                   |  |  |  |
| | 11. Anne Marie của Orléans          |  |  |  |  |  |  |  |  |                   |  |  |  |
| |                                     |  |  |  |  |  |  |  |  |                   |  |  |  |
| |                                     |  |  |  |  |  |  |  |  |                   |  |  |  |
| |                                     |  |  |  |  |  |  |  |  |                   |  |  |  |
| | 1. Louise Élisabeth của Pháp        |  |  |  |  |  |  |  |  |                   |  |  |  |
| |                                     |  |  |  |  |  |  |  |  |                   |  |  |  |
| |                                     |  |  |  |  |  |  |  |  |                   |  |  |  |
| |                                     |  |  |  |  |  |  |  |  |                   |  |  |  |
| | 12. Rafał Leszczyński               |  |  |  |  |  |  |  |  |                   |  |  |  |
| |                                     |  |  |  |  |  |  |  |  |                   |  |  |  |
| |                                     |  |  |  |  |  |  |  |  |                   |  |  |  |
| |                                     |  |  |  |  |  |  |  |  |                   |  |  |  |
| | 6. Stanisław I Leszczyński          |  |  |  |  |  |  |  |  |                   |  |  |  |
| |                                     |  |  |  |  |  |  |  |  |                   |  |  |  |
| |                                     |  |  |  |  |  |  |  |  |                   |  |  |  |
| |                                     |  |  |  |  |  |  |  |  |                   |  |  |  |
| | 13. Anna Jabłonowska                |  |  |  |  |  |  |  |  |                   |  |  |  |
| |                                     |  |  |  |  |  |  |  |  |                   |  |  |  |
| |                                     |  |  |  |  |  |  |  |  |                   |  |  |  |
| |                                     |  |  |  |  |  |  |  |  |                   |  |  |  |
| | 3. Maria của Ba Lan                 |  |  |  |  |  |  |  |  |                   |  |  |  |
| |                                     |  |  |  |  |  |  |  |  |                   |  |  |  |
| |                                     |  |  |  |  |  |  |  |  |                   |  |  |  |
| |                                     |  |  |  |  |  |  |  |  |                   |  |  |  |
| | 14. Jan Karol Opaliński             |  |  |  |  |  |  |  |  |                   |  |  |  |
| |                                     |  |  |  |  |  |  |  |  |                   |  |  |  |
| |                                     |  |  |  |  |  |  |  |  |                   |  |  |  |
| |                                     |  |  |  |  |  |  |  |  |                   |  |  |  |
| | 7. Katarzyna Opalińska              |  |  |  |  |  |  |  |  |                   |  |  |  |
| |                                     |  |  |  |  |  |  |  |  |                   |  |  |  |
| |                                     |  |  |  |  |  |  |  |  |                   |  |  |  |
| |                                     |  |  |  |  |  |  |  |  |                   |  |  |  |
| | 15. Zofia Czarnkowska               |  |  |  |  |  |  |  |  |                   |  |  |  |
| |                                     |  |  |  |  |  |  |  |  |                   |  |  |  |
| |                                     |  |  |  |  |  |  |  |  |                   |  |  |  |